# GOLDEN☆BEST 西城秀樹 シングルコレクション
『GOLDEN☆BEST 西城秀樹 シングルコレクション』（ゴールデンベスト さいじょうひでき シングルコレクション）は、西城秀樹のベスト・アルバム。2012年7月18日にソニー・ミュージックダイレクトから発売された。

## 内容
- 1972年のデビュー曲「恋する季節」から1983年の「ギャランドゥ」（44枚目）までのシングルA面を厳選して収録したベスト・アルバムである。
- CDのラベルには、懐かしのシングル・レコードをイメージする印刷が施され、当時の歌本テイストの未公開写真を使い、オリジナルジャケットを再構築したような、歌詞カード付きの全28ページのブックレットが添付されている。

## 収録曲
| #   | タイトル                 | 作詞 | 作曲・編曲 |
| --- | ------------------------ | ---- | ---------- |
| 1.  | 「恋する季節」           |      |            |
| 2.  | 「恋の約束」             |      |            |
| 3.  | 「チャンスは一度」       |      |            |
| 4.  | 「青春に賭けよう」       |      |            |
| 5.  | 「情熱の嵐」             |      |            |
| 6.  | 「ちぎれた愛」           |      |            |
| 7.  | 「愛の十字架」           |      |            |
| 8.  | 「薔薇の鎖」             |      |            |
| 9.  | 「激しい恋」             |      |            |
| 10. | 「傷だらけのローラ」     |      |            |
| 11. | 「この愛のときめき」     |      |            |
| 12. | 「君よ抱かれて熱くなれ」 |      |            |
| 13. | 「ジャガー」             |      |            |
| 14. | 「若き獅子たち」         |      |            |
| 15. | 「ラストシーン」         |      |            |
| 16. | 「ブーメランストリート」 |      |            |
| 17. | 「ボタンを外せ」         |      |            |
| 18. | 「ブーツをぬいで朝食を」 |      |            |
| 19. | 「炎」                   |      |            |
| 20. | 「ブルースカイ ブルー」  |      |            |
| 21. | 「YOUNG MAN (Y.M.C.A.)」 |      |            |
| 22. | 「勇気があれば」         |      |            |
| 23. | 「ギャランドゥ」         |      |            |